# Stanisław Filipkowski

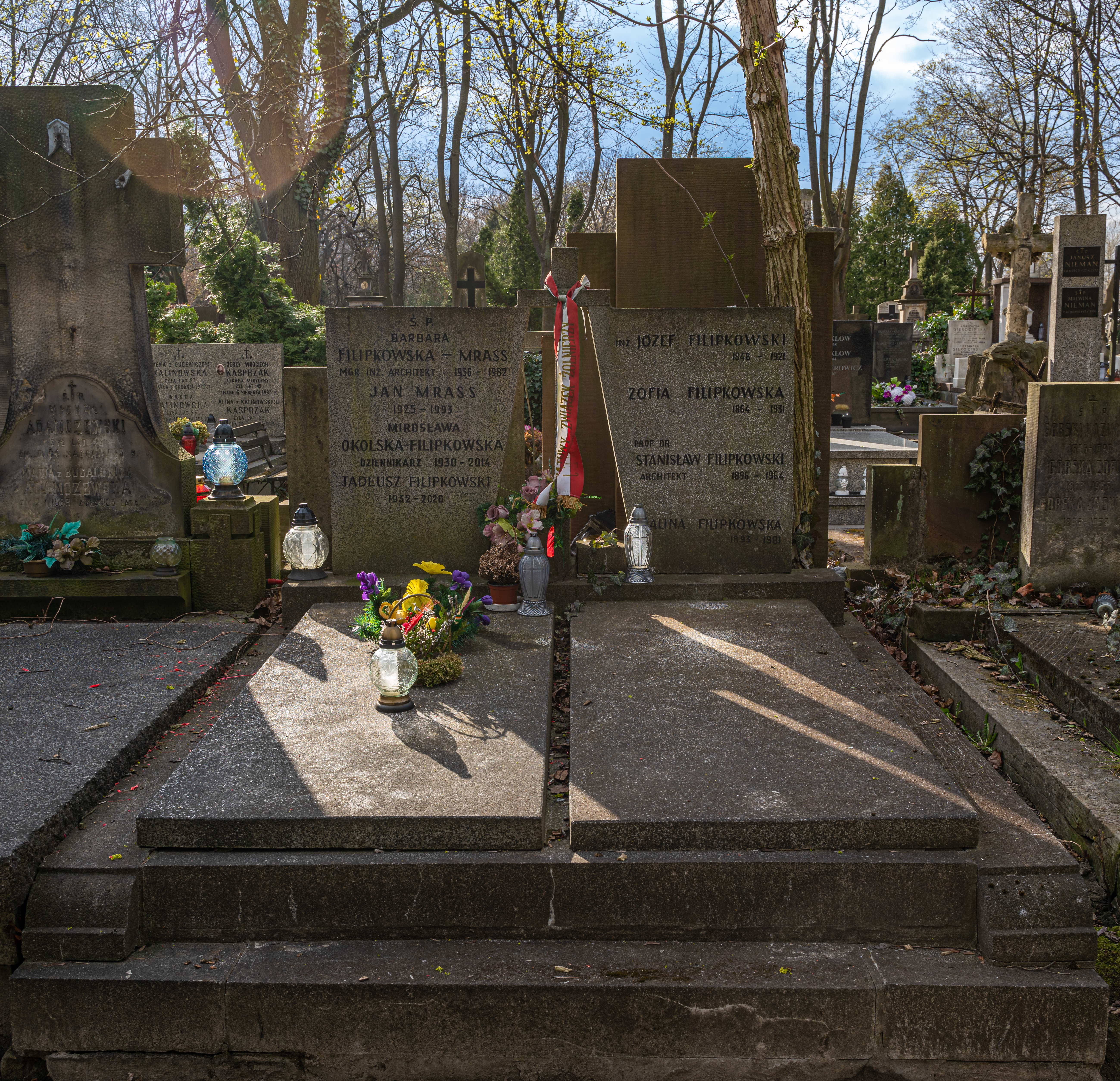
Grób Stanisława Filipkowskiego na cmentarzu Powązkowskim

Stanisław Filipkowski (ur. 13 lipca 1896 w Nowych Święcianach, zm. 1 czerwca 1964 w Warszawie) – żołnierz Legionów Polskich i Armii Krajowej, uczestnik powstania warszawskiego, Inżynier, architekt, urbanista oraz nauczyciel akademicki.

## Życiorys
Był synem inżyniera kolejowego i działacza niepodległościowego Józefa Saturnina Filipkowskiego (1848–1921) i Zofii z Jaxa-Kwiatkowskich, bratem działaczki niepodległościowej i dyrektorki programowej Polskiego Radia w Wilnie Wandy Pełczyńskiej (1894–1976) i inżyniera dróg i mostów Włodzimierza (1898–1974). Ukończył Szkołę Handlową w Kielcach (1913) i rozpoczął studia na Wydziale Architektury Politechniki Lwowskiej. Członek „Zarzewia”, Polskich Drużyn Strzeleckich i skautingu. Po wybuchu I wojny światowej, 6 sierpnia 1914 wstąpił do Legionów Polskich, gdzie służył w 1 pp I Brygady. Ranny w bitwie pod Konarami, leczył się w szpitalu w Kamieńsku. Następnie służył w placówce werbunkowej Departamentu Wojskowego NKN w Kielcach (5 XI 1915 – 27 VII 1916). Po rezygnacji odesłany do I Brygady, m.in. uczestniczył w walkach na Wołyniu jesienią 1916 roku. Po kryzysie przysięgowym internowany w Szczypiornie. Po zwolnieniu z obozu w styczniu 1918 kontynuował studia na Politechnice Lwowskiej. Uczestnik obrony Lwowa przed Ukraińcami. Potem służył ochotniczo w WP (1918–1921) uczestnicząc w wojnie polsko-bolszewickiej. Po demobilizacji kontynuował studia na Wydziale Architektury Politechniki Warszawskiej, które  ukończył w 1925.
W 1936 pełnił funkcję prezesa Zarządu Oddziału Gdynia SARP. Należał także do Towarzystwa Urbanistów Polskich. Zajmował się budową miast. W 1926 wraz ze Stefanem Sienickim zdobył I nagrodę w konkursie na regulację i rozbudowę miasta Radomia, w 1931 – I nagrodę w konkursie na projekt regulacji i zabudowy miasta Poznania (z Janem Graeffe). Wraz z nim w tym samym roku przygotował zatwierdzony plan ogólny miasta Poznania. Jego projekt rozbudowy Radomia jest uważany za początek funkcjonalizmu w projektowaniu polskich miast. Zaprojektował Osiedle w Lesie Gdańskim w Bydgoszczy które w 1928 roku znalazło się w planach rozbudowy miasta. Kryzys gospodarczy nie pozwolił na jego realizację. W 1928 przedstawił wraz ze Stanisławem Różańskim i Marią Buckiewiczówną przygotował plan ogólny Wielkiej Warszawy. W 1930 przygotował wraz Stanisławem Brukalskim, Janem Graefem i Janem Chmielewskim – rozplanowanie terenów osiedli Warszawskiej Spółdzielni Mieszkaniowej na Żoliborzu w Warszawie między ulicami Krasińskiego, Stołeczną, Słowackiego i placem Wilsona. Zwyciężył wraz z Maksymilianem Burstinem w konkursie na projekt Domu Ludowego im. Wincentego Witosa w Krakowie. W 1933 stanął na czele Pracowni Projektów przy Komisarzu Rządu w Gdyni Franciszku Sokole. Na tym stanowisku kierował tworzeniem zaakceptowanego przez Komisję Międzyministerialną w 1935 „programu planu zabudowy miasta Gdyni”. Zakładał on budowę połączenia kolejowego Gdyni z Polską przez Mały Kack, Chwaszczyno i Żukowo. Stanowił on podstawę do opracowywania szczegółowych planów reprezentacyjnej części śródmieścia (tzw. Forum Morskie, 1938) oraz fragmentów dzielnic Śródmieście, Mały Kack, Kamienna Góra i Redłowo. Filipkowski ze współpracownikami dbał o porządkowanie chaotycznie zabudowywanych fragmentów miasta. Proces ten przetrwało zajęcie miasta przez hitlerowskie Niemcy w 1939. W latach 1938–1941 był profesorem nadzwyczajnym  oraz kierownikiem katedry urbanistyki  na Politechnice Lwowskiej. Członek oddziału SARP we Lwowie w latach 1938-1939. Był autorem wielu artykułów w prasie fachowej m.in. Plan ogólny Wielkiej Warszawy, w: „Architektura i budownictwo”, Warszawa 1928, s. 410; Zagadnienie rozmieszczenia ludności w rozwoju portowego miasta Gdyni, „D-O-M” 1936, nr. 3 — 4, s. 2 5, (ilustracji 7); Budowa wielkiego miasta na przykładzie Gdyni, „Biuletyn Urbanistyczny” 1938, nr. 2, s. 32-37, mapka 1; Dzielnica reprezentacyjna portowego miasta Gdyni, „Biuletyn Urbanistyczny” 1938, nr. 2, s. 38-50, planów i plansz; Projekt Dzielnicy Reprezentacyjnej w Gdyni, „Forum Morskie”, 1938, s. 199.
Po wybuchu II wojny światowej zmobilizowany służył jako por. saperów. Uniknął niewoli niemieckiej. Podczas okupacji żołnierz Armii Krajowej, por. saperów, ps. „Cyrjak” – uczestnik powstania warszawskiego, walczył w Śródmieściu. Po powstaniu przebywał w niewoli niemieckiej.
Od 1947 wykładał na Wydziale Architektury Politechniki Warszawskiej. W 1948 otrzymał tytuł profesora zwyczajnego. Przez wiele lat był kierownikiem Zakładu Planowania Osiedli i Studium Planowania Przestrzennego PW. Od 1946 był członkiem warszawskiego oddziału SARP. W 1952 zaprojektował odbudowę pałacu Fanshawów na warszawskim Henrykowie (ulica Puławska 107a). W latach 1956–1964 był członkiem redakcji „Kwartalnika Architektury i Urbanistyki”. Wraz z Janem Chmielewskim autor skryptu, Zagadnienie szkolenia pracowników planowania przestrzennego w Polsce po drugiej wojnie światowej, Warszawa 1963. Był również autorem plac plastycznych, m.in. drzeworytów.
Został pochowany w grobowcu rodzinnym na cmentarzu Powązkowskim w Warszawie (kwatera 88-3-13/14).

## Rodzina
Ożenił się dwukrotnie: pierwszy raz z Zofią z Błeszyńskich. Mieli syna żołnierza Szarych Szeregów i dziennikarza Tadeusza (1932-2020) i córkę architektkę Barbarę Filipkowską-Mrass (1936-1982). Drugi raz z Hanną z Kelles-Krauzów (1914–1969), 1-voto Biedrzycką, córką Stanisława i  Marii Kelles-Krauzów. Małżeństwo było bezdzietne.

## Odznaczenia i upamiętnienie
- Krzyż Kawalerski Orderu Odrodzenia Polski[3]
- Krzyż Niepodległości[3]
- 29 września 2010 wraz z Tadeuszem Zielińskim, Romanem Felińskim i Adamem Kuncewiczem został patronem ulicy w gdyńskiej dzielnicy Chwarzno (rejon ulic Wiczlińskiej, Chwarznieńskiej i Śliskiej)[16].